# Psykofarmaka
|  | Nogle eller alle af denne artikels kildehenvisninger er enten af tvivlsom kvalitet eller ikke sekundære/tertiære. Du kan afhjælpe dette ved at udskifte de angivne kilder med mere troværdige kilder. Se vejledning i Referencer. |

Psykofarmaka er en fælles betegnelse for medikamenter, der bruges i behandlingen og forebyggelsen af psykiske lidelser og forstyrrelser. Psykofarmaka indeholder kemiske stoffer, der indvirker på hjernens funktion, herunder stemningsleje, følelser og tankeaktivitet. Psykofarmaka helbreder ikke, men neutraliserer de psykobiologiske forstyrrelser og dæmper symptomerne samtidig med, at der skabes en del nye forstyrrelser.
Psykofarmakaens historie går tilbage til det 19. århundrede, hvor kemiske forbindelser som bromsalte (1838), kloralhydrat (1869) og barbiturater (1903) blev anvendt til at modvirke og dæmpe psykiske lidelser. Den moderne psykofarmakologi udvikledes for alvor i midten af det 20. århundrede, hvor lithium fra 1949 blev anvendt i behandlingen af maniske tilstande og forebyggelse af humørsvingninger. Antipsykotika kom frem i 1950'erne, mens antidepressiva så dagens lys i 1952 og 1957, hvor hhv. iproniazed og imipramin lanceredes. Anxiolytika og hypnotika kom frem med meprobamat i 1954 og klopoxid i 1956.

## Eksempler på psykofarmaka
- Antipsykotika – midler mod psykoser
- Antidepressiva – midler mod depression
- Anxiolytika – midler mod angst
- Hypnotika – sovemedicin
- Benzodiazepiner – mod angst og søvnforstyrrelser
- Lithium – mod mani

## Bivirkninger
Psykofarmaka kan give bivirkninger. Disse er forskellige fra præparat til præparat, og optræder oftest de første uger og med varierende hyppighed, konsultér derfor altid læge.

## Kritik
I Danmark har der været nogle sager med overmedicinering eller brug af høje doser af psykofarmaka, f.eks. på Psykiatrihospitalet i Nykøbing Sjælland og på Psykiatrisk Center Glostrup, hvor det førte til afskedigelser. Sagerne fik Sundhedsstyrelsen til at kræve, at regionerne beviser, at de ikke overmedicinerer psykiatriske patienter.